# 查科文化国家历史公园
查科文化国家历史公园是一个美国国家历史公园。公园位于新墨西哥州西北，位于阿布奎基和法明顿之间，在一个由查科干涸河床所截断的偏远峡谷。公园聚集了最为全面的墨西哥北部古代废墟，保存了一个最重要的哥伦布发现美洲大陆前的美国文化和历史地区。
在公元900至1150年间，查科峡谷是古代阿那萨吉人最主要的文化集中地。查科人开采出砂岩块并从很远的地方搬运木材至此。他们建造了15个主要综合设施。在19世纪之前，这个一直是北美最大的建筑物。
根据2008年美国美丽国家公园25美元硬币法案，于2012年4月2日发行了查科文化国家历史公园纪念币。